# Non ce la fai +
Non ce la fai + è una brano musicale, estratto come terzo singolo da solista del rapper Grido, reso disponibile per il download digitale e l'airplay radiofonico dal 9 settembre 2011. Il video musicale del brano è stato presentato sul canale YouTube del rapper il 15 settembre. Grido ha definito il brano come il più ironico dell'album.

## Tracce
Download digitale
1. Non ce la fai + - 4:22